# 에즈라촌
에즈라촌(江面村)은 사이타마현의 북동부 미나미사이타마군에 속했던 촌이다. 

## 역사
- 1889년 4월 1일 - 정촌제 시행에 의해 미나미사이타마군 에즈라촌이 성립하였다.
- 1954년 7월 1일 - 구키 정, 오타 촌, 기요쿠 촌과 합병해, 새로운 구키정이 되었다.

## 관련링크
- 『第17回企画展 図録 明治22年の町村合併』 久喜市公文書館 旧ホームページ